# Steve Kidwiller
Steve Kidwiller es un músico que participó en la banda de punk rock NOFX en su lanzamiento de 1989, S&M Airlines y en el de 1991, Ribbed. Tiempo atrás, se unió a una banda de cowpunk, Speedbuggy USA (que lanzaron su primer álbum en el 2000). Se fue de gira con Speedbuggy durante algunos años, pero decidió dejar la banda después de su primera gira europea, debido a razones personales. En febrero de 2009, Steve se reunió con NOFX por primera vez en 18 años para su 25º aniversario.